# Incisure ptérygoïdienne
L'incisure ptérygoïdienne (ou échancrure ptérygoïde) est une encoche séparant les bords inférieurs des lames latérale et médiale du processus ptérygoïde.
Elle est comblée par le processus pyramidal de l'os palatin.